# Silvesterabkommen
Das Silvesterabkommen wurde am 31. Dezember 2016 zwischen der Regierung der Demokratischen Republik Kongo um Präsident Joseph Kabila und der Opposition geschlossen.

## Hintergrund
Der amtierende Präsident Joseph Kabila war 2011 zuletzt wiedergewählt und wäre laut Verfassung dazu verpflichtet, sein Amt am Ende der Amtszeit im Jahr 2016 niederzulegen. Um seinen Machterhalt zu sichern, unternahm Kabila Versuche, die Verfassung zu ändern und dadurch eine weitere Amtszeit zu ermöglichen. Dieses Vorgehen führte zu massiven Protesten in der Bevölkerung und der Opposition, vor allem durch die sozialliberale Oppositionspartei Union pour la Démocratie et le Progrès Social (UDPS). Die Fronten in dem Konflikt verhärteten sich bis zum Ende von Kabilas Amtszeit stetig.

## Abkommen
Unter Vermittlung des Rats der Kirchen des Kongos gelang es, die Regierung und die Opposition zu einem Vertragsschluss zu bewegen. Das sogenannte Silvesterabkommen enthielt die zentrale Forderung, dass bis Ende 2017 Präsidentschaftswahlen abgehalten werden müssen. Außerdem sollte bis zur Wahl ein oppositioneller Politiker das Amt des Premierministers innehaben und an der Vorbereitung der Wahlen beteiligt sein.

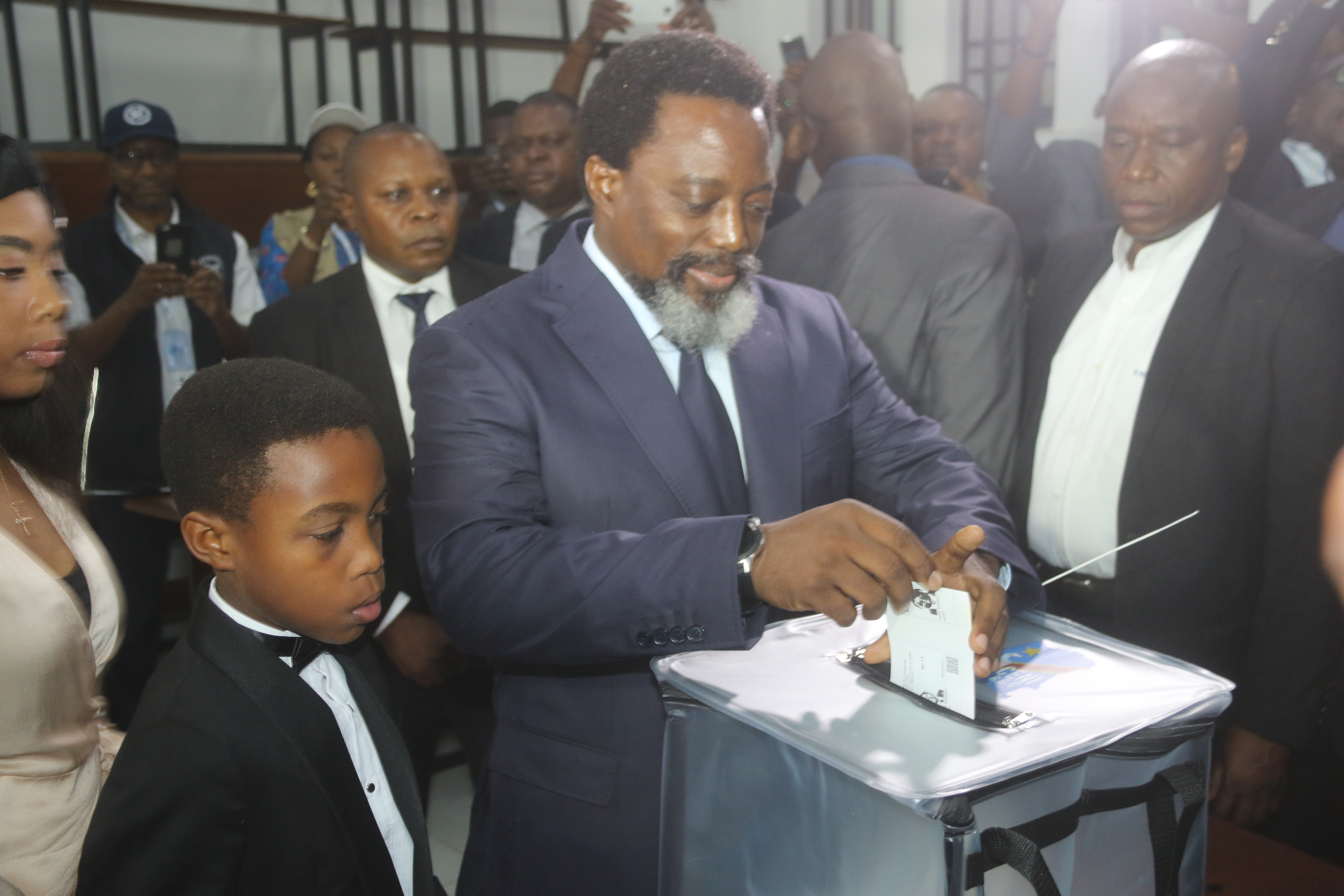
Präsident Kabila gibt bei Wahl 2018 seine Stimme ab

## Ergebnisse
Auch nach der Zusage von Wahlen verhinderte Kabila eine baldige Entscheidung über seine politische Zukunft. Er ernannte im April Bruno Tshibala zum Premierminister, der die UDPS nach Machtkämpfen um die Nachfolge des im Februar 2017 verstorbenen Etienne Tshisekedi verlassen hatte und als loyal dem Präsidenten gegenüber galt. Außerdem verschob Kabila die angekündigten Wahlen immer weiter und zog damit unter anderem Sanktionen der EU auf sich. Erst am 30. Dezember 2018 konnte eine Präsidentschaftswahl in der Demokratischen Republik Kongo abgehalten werden.